# Леццено
Леццено (італ. Lezzeno) — муніципалітет в Італії, у регіоні Ломбардія, провінція Комо.
Леццено розташоване на відстані близько 530 км на північний захід від Рима, 55 км на північ від Мілана, 18 км на північний схід від Комо.
Населення — 2064 особи (2014).

## Демографія
Населення за роками:

Станом на 1 січня 2023 року в муніципалітеті офіційно проживали 124 іноземці з 29 країн, серед них 25 громадян країн Євросоюзу та 10 громадян України.

## Сусідні муніципалітети
- Ардженьо
- Белладжо
- Колонно
- Ленно
- Нессо
- Оссуччо
- Сала-Комачина
- Тремеццо
- Велезо
- Цельбіо